# Radio Society of Sri Lanka
Radio Society of Sri Lanka (RSSL) – ogólnokrajowa organizacja członkowska zrzeszająca krótkofalowców Sri Lanki. Organizacja non-profit założona 1 lipca 1950 pod nazwą Radio Society of Ceylon, w 1974 roku zmieniła nazwę na Radio Society of Sri Lanka. 
Po zakończeniu drugiej wojny światowej w 1945 roku pierwsi radioamatorzy otrzymali zezwolenia od Brytyjskich władz pocztowych do prowadzenia łączności na częstotliwościach 28-29 MHz oraz 50-60 MHz. Prefiksem znaku wywoławczego radioamatorów Cejlonu były znaki VS7, później Sri Lanka otrzymała nowy prefiks 4S7.
Pierwsi radioamatorzy wkrótce otrzymali licencje i znaki wywoławcze, byli to: VS7RF Rogie Farquason, VS7PW Tony Wilson, VS7JB Dawsen Burgess, VS7GR Gabrial Rockwood, VS7GW Gorge Wilstshire i VS7ES Emil Savundranayagam. W 1947 r. nastąpiła powódź na Cejlonie, niektóre obszary zostały całkowicie odcięte od stolicy Kolombo, most drogowy Peradeniya znajdował się pod wodą, a most kolejowy Katugastota został zniszczony. W tym okresie radioamatorzy odegrali bardzo ważną rolę w utrzymaniu łączność radiowej z Kolombo. Po tych wydarzeniach powstał pomysł utworzenia organizacji skupiającej radioamatorów na Cejlonie. Inicjatorami utworzenia organizacji byli: Erny Perera (VS7EP) i Paul Sollom (VS7PS).
1 lipca odbyło się spotkanie założycielskie Radio Society of Ceylon, wybrano władze organizacji
Przewodniczący: prof. A.W.Mailvaganam
Sekretarz: John Amaratunga
Komisja: Jim White, A.M Rahim, Paul Sollom, Ernie Perera.
RSSL organizuje krajowe i międzynarodowe zawody krótkofalarskie, prowadzi biuro wymiany kart QSL z całym światem. RSSL reprezentuje interesy krótkofalowców Sri Lanki w kraju i poza granicami. RSSL należy do Międzynarodowej Unii Radioamatorskiej (IARU) (III region Azja-Pacyfik).
RSSL liczy ok. 210 członków, z których 120 to krótkofalowcy licencjonowani.